# Mistrzostwa Europy Juniorów w Saneczkarstwie 1979
25. Mistrzostwa Europy juniorów w saneczkarstwie 1979 odbyły się 10 stycznia w Krynicy. Były to drugie mistrzostwa organizowane w Polsce (w 1965 gospodarzem był Karpacz). Rozegrane zostały trzy konkurencje: jedynki kobiet, jedynki mężczyzn oraz dwójki mężczyzn. W klasyfikacji medalowej najlepsi byli reprezentanci Niemieckiej Republiki Demokratycznej. Polacy wywalczyli 3 medale. Mistrzami Europy zostali Jan Lindert i Wojciech Kania w dwójkach. Lindert wywalczył także brąz w jedynkach mężczyzn. Na trzecim miejscu podium w dwójkach stanęli Jerzy Jabłoński i Stanisław Socha.

## Terminarz
| Data             | Miejscowość | Konkurencja      | Złoto                      | Srebro                            | Brąz                            |
| ---------------- | ----------- | ---------------- | -------------------------- | --------------------------------- | ------------------------------- |
| 10 stycznia 1979 | Krynica     | Jedynki kobiet   | Bettina Schmidt            | Martina Günl                      | Elke Djan                       |
| 10 stycznia 1979 | Krynica     | Jedynki mężczyzn | Thomas Rührold             | Siergiej Danilin                  | Jan Lindert                     |
| 10 stycznia 1979 | Krynica     | Dwójki mężczyzn  | Jan Lindert Wojciech Kania | Franz Wilhelmer Franz Lechleitner | Jerzy Jebłeński Stanisław Socha |

## Wyniki

### Jedynki kobiet
- Data / Początek: Środa 10 stycznia 1979

| Medal | Zawodniczka      | Narodowość     |
| ----- | ---------------- | -------------- |
|       | Bettina Schmidt  | NRD            |
|       | Martina Günl     | NRD            |
|       | Elke Djan        | RFN            |
| 4.    | Ute Oberhofner   | NRD            |
| 5.    | Lucyna Kabat     | Polska         |
| 6.    | Iva Jakoubeova   | Czechosłowacja |
| 7.    | Petra Zillich    | RFN            |
| 8.    | Lidia Pyka       | Polska         |
| 9.    | Ilse Mayregger   | Austria        |
| 10.   | Ivana Joskova    | Czechosłowacja |
| 11.   | Mariana Carp     | Rumunia        |
| 12.   | Gabriela Soare   | ZSRR           |
| 13.   | Silvia Salzgeber | Austria        |
| 14.   | Irina Daniliuk   | ZSRR           |

### Jedynki mężczyzn
- Data / Początek: Środa 10 stycznia 1979

| Medal | Zawodnik            | Narodowość        |
| ----- | ------------------- | ----------------- |
|       | Thomas Rührold      | NRD               |
|       | Siergiej Danilin    | Rosja             |
|       | Jan Lindert         | Polska            |
| 4.    | Waleri Petrow       | ZSRR              |
| 5.    | Jens Richter        | NRD               |
| 6.    | Guntar Jakobsons    | ZSRR              |
| 7.    | Jurij Kosorewicz    | ZSRR              |
| 8.    | Walter Brunner      | Włochy            |
| 9.    | Otto Mayregger      | Austria           |
| 10.   | Karol Korozak       | Polska            |
| 11.   | Petr Urban          | Czechosłowacja    |
| 12.   | Marian Dudek        | Czechosłowacja    |
| 13.   | Rolf Lemnitzer      | RFN               |
| 14.   | Egon Schrott        | Austria           |
| 15.   | Miroslav Zajonc     | Stany Zjednoczone |
| 16.   | Miroslav Pilny      | Czechosłowacja    |
| 17.   | Christinel Piciorea | Rumunia           |
| 18.   | Finn Sollen         | Szwecja           |
| 19.   | Constantin Raducanu | Rumunia           |
| 20.   | Dariusz Kij         | Polska            |

### Dwójki mężczyzn
- Data / Początek: Środa 10 stycznia 1979

| Medal | Zawodnik                            | Narodowość     |
| ----- | ----------------------------------- | -------------- |
|       | Jan Lindert Wojciech Kania          | Polska         |
|       | Franz Wilhelmer Franz Lechleitner   | Austria        |
|       | Jerzy Jebłeński Stanisław Socha     | Polska         |
| 4.    | Siergiej Danilin Waleri Petrow      | ZSRR           |
| 5.    | Jurij Kosorewicz Guntar Jakobsons   | ZSRR           |
| 6.    | Miroslav Pilny Petr Urban           | Czechosłowacja |
| 7.    | Christoph Woitzenberg Thomas Schwab | RFN            |
| 8.    | Christinel Piciorea Vierel Florea   | Rumunia        |
| 9.    | Volker Sotzmann Volker Dietrich     | NRD            |
| 10.   | Miroslav Zajonc Marian Dudek        | Czechosłowacja |
| 11.   | Otto Mayregger Alfred Egger         | Austria        |
| 12.   | Constantin Raducanu Gheorge Plesa   | Rumunia        |
| 13.   | Rolf Reichert Rüdiger Jurke         | NRD            |

## Klasyfikacja medalowa
| Miejsce | Państwo |   |   |   | Razem |
| ------- | ------- | - | - | - | ----- |
| 1.      | NRD     | 2 | 1 | 0 | 3     |
| 2.      | Polska  | 1 | 0 | 2 | 3     |
| 3.      | Austria | 0 | 1 | 0 | 1     |
| 3.      | ZSRR    | 0 | 1 | 0 | 1     |
| 5.      | RFN     | 0 | 0 | 1 | 1     |